# Njivica (Kranj, Slovenija)
 Ovo je glavno značenje pojma Njivica (Kranj, Slovenija). Za otočić u Hrvatskoj pogledajte Njivica (otok).
Njivica je naselje u slovenskoj Općini Kranju. Njivica se nalazi u pokrajini Gorenjskoj i statističkoj regiji Gorenjskoj. 

## Stanovništvo
Prema popisu stanovništva iz 2002. godine naselje je imalo 30 stanovnika.